# Боэдромион
Боэдромион (Боедромион, Воидромион) (др.-греч. βοηδρομίον, Βοηδρομιών)[уточнить] — третий месяц аттического года в древнегреческом календаре.
Месяц праздника Аполлона Боэдромия (Боэдромий). Был посвящён Аполлону.
Начинался примерно в середине сентября и длился примерно до середины октября

## Другие названия
- в Косе: Алсей[5]
- в Дельфах: Боат[5]
- в Делосе: Буфонион[5]
- в Македонии: Гиперборетай[5]
Однако согласно Демосфену боэдромиону соответствовал македонский месяц лой[6].
- в Родосе: Далий[5]
- в Беотии: Памбоетий[5]
- в Фессалии: Панемос[5]
- в Этолии: Прококлий[5]
- в Эпидавре: Проратий[5]

## Праздники

### Во всей древней Греции
1-й и последний дни каждого месяца посвящались Гекате. 1-й день каждого месяца посвящался также Аполлону и Гермесу.
На третий день боэдромиона проводились Элевтерии).

### В античныхАфинах
- 3-й, 13-й и 23-й дни каждого месяца — посвящались Афине[8].
- Три последних дня каждого месяца считались несчастливыми, они посвящались подземным богам[8].
- 6 боэдромиона греки чествовали умерших[9]. Также в этот день проводился праздник в честь Марафонской победы и жертвоприношение Артемиде Агротере[4]).
- 7 боэдромиона отмечался праздник в честь Аполлона Боэдромия — Боэдромии[2].
- В Элевсине и, частично, Афинах на 13-19 дни боэдромиона проводились Большие Элевсинские мистерии[4].